# Less

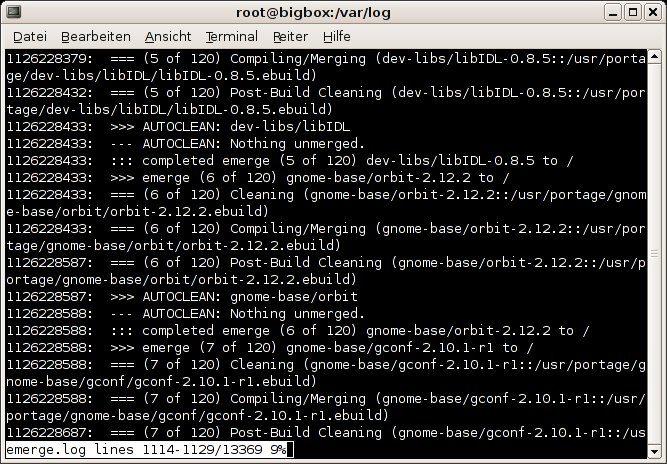
تصویری از یک لاگ‌فایل اکس‌اف‌سی‌ای که در less نمایش داده می‌شود.

less (به انگلیسی: less) یا pagesless یک برنامه نمایش صفحه به صفحه خط فرمان در یونیکس، ویندوز و شبه یونیکس است که برای نمایش (و نه تغییر) محتویات یک پرونده نوشتاری در صفحه نمایش در یک زمان استفاده می‌شود. این برنامه شبه برنامه more است اما با قابلیت‌های بیشتر که اجازه ناوبری به جلو و عقب در فایل را می‌دهد. برخلاف اغلب ویرایش‌گرها و نمایشگرهای یونیکس دستور لس نیازی به خواندن تمام محتویات فایل قبل از شروع ندارد و در نتیجه فایلهای با حجم بالا را بسیار سریعتر نشان می‌دهد.